# Kavala
Kavala o Cavala (in greco Καβάλα?) è un comune della Grecia situato nella periferia della Macedonia orientale e Tracia (unità periferica di Kavala) con 74 186 abitanti secondo i dati del censimento 2001.
A seguito della riforma amministrativa detta Programma Callicrate in vigore dal gennaio 2011 che ha abolito le prefetture e accorpato numerosi comuni, la superficie del comune è passata da 112,6 a 351 km² e la popolazione da 63 293 a 74 186 abitanti.

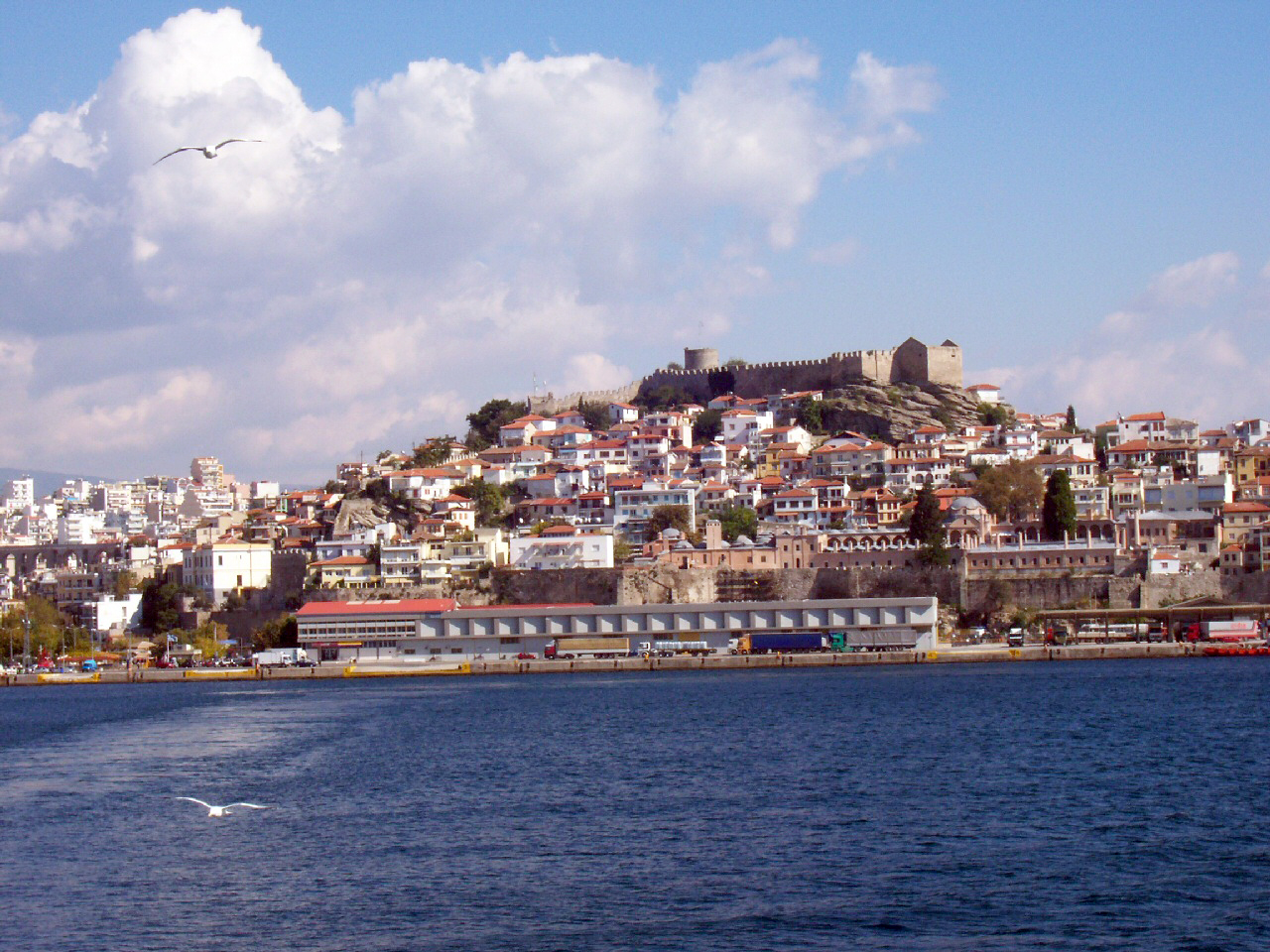
Kavala

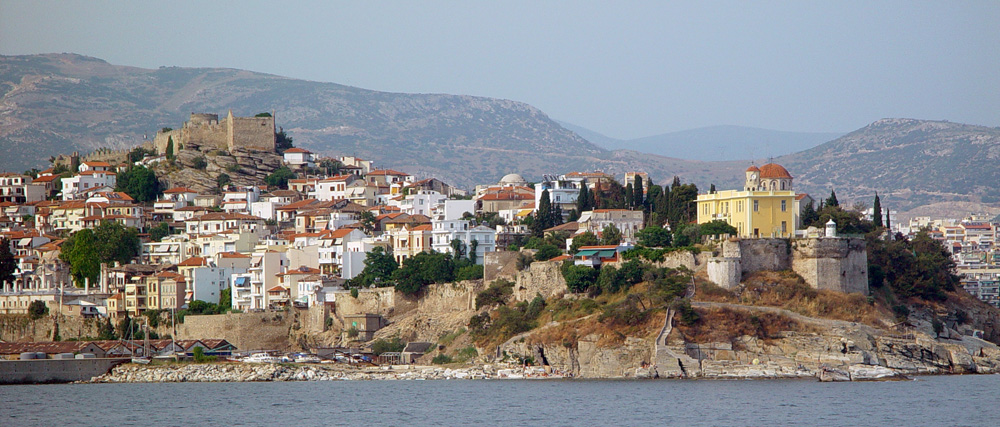
Quartiere di Panagia

## Storia
La città fu originariamente fondata da coloni di Paro, attorno al VI secolo a.C., che la chiamarono Neapolis ("città nuova"). Assunse grande importanza storica nel 42 a.C. durante la battaglia di Filippi tra i cesaricidi Bruto e Cassio ed i due triumviri Antonio e Ottaviano; permise infatti ai cesaricidi di ottenere vantaggio per i rifornimenti di alimentari, in quanto questi ne controllavano il porto.

## Monumenti e luoghi d'interesse
- Chiesa di San Nicola, eretta nel 1530 come moschea.

## Geografia fisica

### Posizione
Kavala sorge al centro della propria prefettura, sulle coste del Mar Egeo. Si trova circa a metà strada fra Salonicco ed Alexandroupolis, quest'ultima lungo il confine turco. Dal confine bulgaro dista circa 70 km, e circa 20 dalla città di Drama.

### Suddivisione
La città è suddivisa in 15 quartieri: Centro, Agia Varvara, Agios Athanasios, Agios Ioannis, Agios Loukas, Chilia, Dexameni, Kalamitsa, Neapoli, Panagia, Perigiali, Potamoudia, Profitis Ilias, Timios Stavros e Vyrona.

## Società

### Evoluzione demografica
| Anno | Popolazione | Variazione %  | Popolazione comunale | Variazione %   | Densità |
| ---- | ----------- | ------------- | -------------------- | -------------- | ------- |
| 1981 | 56 705      | -             | -                    | -              | -       |
| 1991 | 56 571      | -134 o -0,24% | 60 187               | -              | -       |
| 2001 | 58 663      | +2092 o +3,7% | 63 293               | +3106 o +5,16% | 566/km² |

## Amministrazione

### Gemellaggi
- Bosanska Gradiška
- Norimberga
- Saint-Étienne
- Termini Imerese